# Шарапова, Мухаббат Араповна
Мухаббат Араповна Шарапова (узб. Muhabbat Arapovna Sharapova) — узбекский учитель математики. В 2016 году получила звание «Герой Узбекистана».

## Биография
Мухаббат Араповна работает учителем математики в специализированной школе-интерната № 2 города Карши Кашкадарьинской области Узбекистана.

## Награды
- Получила премию, как заслуженный работник народного образования (2007 год)[3].
- Ей было присвоено звание «Герой Узбекистана» (2016 год)[4].